# 林毓豪
林毓豪（1940年—1997年），海南崖县黄流镇（今屬乐东黎族自治县）黄流村人，中国雕塑家、画家。林毓豪长于雕塑，兼擅水彩画，其作品中以南京雨花台烈士纪念碑群像（原稿）、三亚鹿回头尤为知名。

## 生平

### 早年
林毓豪生於贫苦家庭，林父靠在外地做工维持家庭生计，其母除照料家庭日常外还要给人挑担当苦力。林自幼即表露出对艺术的兴趣，喜欢画画和用泥巴捏小人。1946年，因当地饥荒，林毓豪全家逃荒到榆林港，以椰叶茅草搭屋安身。林在黄流、榆林和三亚镇辗转完成小学和中学的学业，初二时还曾因家境贫苦而辍学，考入驻当地解放军营建部队任卫生员一年，后又回校读书。

### 初出茅廬
1959年，林毓豪考入广州美术学院雕塑系，师从潘鹤；1964年毕业，分配到广东省二轻厅工艺美术研究所，后又到肇庆工艺厂从事牙雕设计
，业余创作雕塑和水彩画。文化大革命中林被下放，先到韶关五七干校，不久又转到英德茶场；1969年，林调回广州参加雕塑展览制作，次年调到广州雕塑工作室（今广州雕塑院）从事创作。

### 雨花台烈士群雕
1975年起，南京雨花台烈士陵园就拟建革命烈士纪念碑群雕三次在全国范围内征集设计方案，林毓豪三次投稿均中选；后来，群雕设计以林的第三稿“九人方案”为基础、经集体加工放大，在1979年落成，是当时全国最大的纪念碑群像。1977年，林毓豪被确诊结肠腺癌，手术后痊愈。1981年，参与黄花岗七十二烈士墓自由女神像的重塑；同年，林加入中国美术家协会，并于12月在广州鲁迅纪念馆举办首次个人雕塑和绘画展。

### 三亚鹿回头

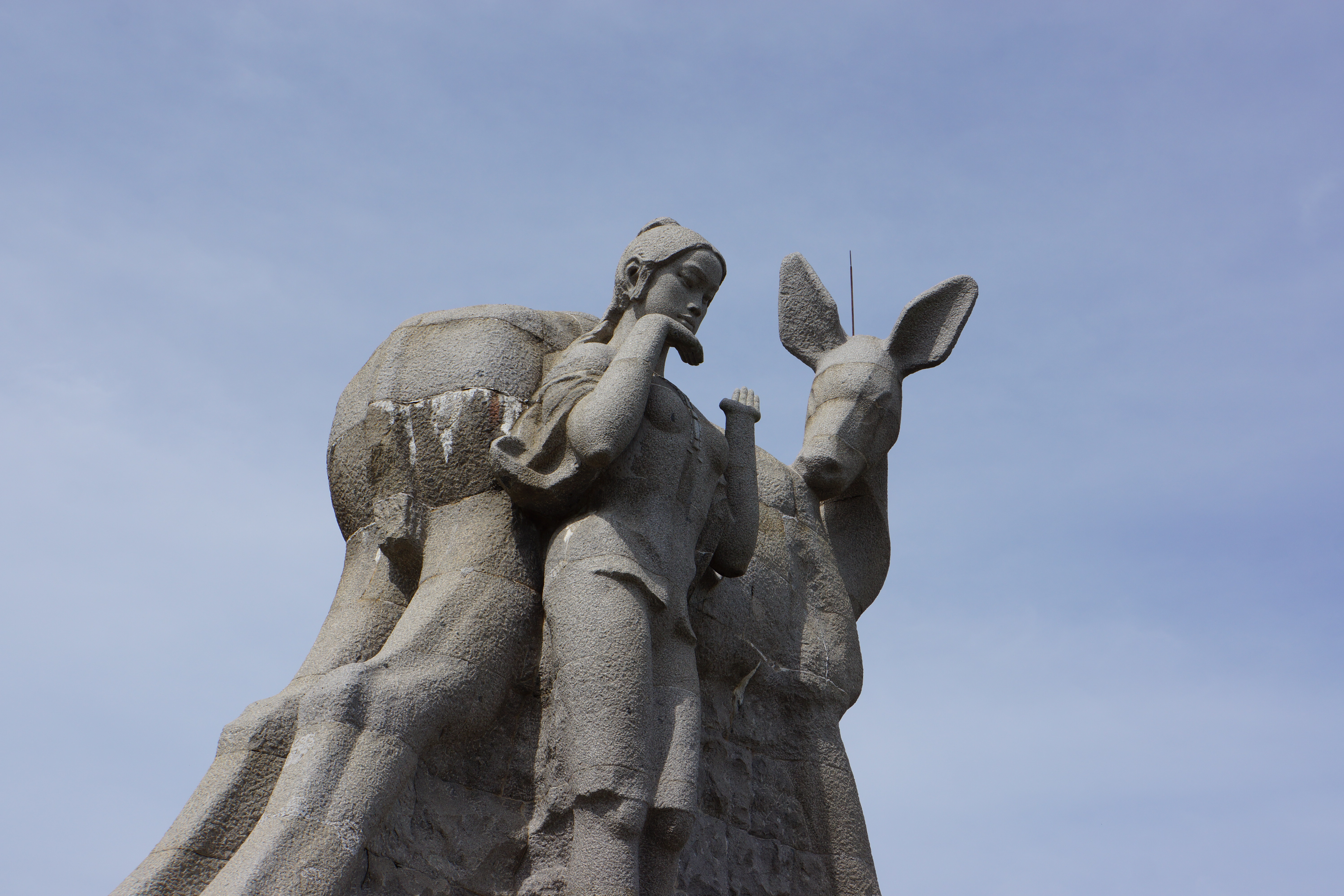
鹿回头為林毓豪的代表作

1983年，林成为广东省六届人大代表、主席团成员，并加入民盟（后曾任民盟广州市委委员、常委）；同年，林受邀为三亚市设计以黎族神话传说为背景的大型石雕「鹿回头」，并主持石雕的雕刻工作，至1987年，石雕落成。在这一时期，林的创作风格开始发生变化。相较于此前以现实主义风格的主题性人物肖像雕塑为主，追求雕塑自身语言，注重形体、块面和空间的变化，成为林后期雕塑创作的新路向；而他的水彩画风格，也由早期的抒情而变为深沉，1989年，林在广州美术馆举办水彩画个展。

### 晚年
个展结束后，林因病再次入院手术，切除了大肠和脾，但此后林仍持续创作。1993年，由林设计的“鉴真东渡”群像落成于三亚市大小洞天，此地是当年鉴真率弟子第五次东渡日本时遇台风漂流登岸之地。
1997年，林毓豪逝于广州，时年57岁。

## 外部連結
- 《中國評論新聞網》的林毓豪的雕刻人生 （页面存档备份，存于）